# Mar Endins
Mar Endins és un grup d'havaneres nascut el 1979 a Barcelona compost per Francesc Salse, a la veu i l'acordió, i Álvar Honrubia, Miquel Marín i Josep Gay a les veus.
Format a l'Orfeó Santa Tecla de Barcelona, actuen amb temes propis i havaneres clàssiques, han portat a terme 20 enregistraments i un DVD i incomptables actuacions arreu de Catalunya i península, i també han actuat a Londres, Canàries i a cadenes de televisió. El grup va organitzar i realitzar recitals al Palau de la Música de Barcelona els anys 1988, 1990, 1991, 1996 i 2004. En total 5 Concerts. Va ser el primer grup que va portar l'havanera al Palau de la Música, l'any 1988. La primera havanera que es va escoltar al Palau de la Música va ser "Cala Montgó" de Ramon Carreras.
Disposen d'un museu, "La Cova de Mar Endins", on s'exposa la història del grup a Pont de Montanyana, on va nàixer el seu fundador Francesc Salse a la franja entre Osca i Lleida, en el riu Ribagorçana. Han intervingut en dues pel·lícules: La teta i la lluna de Bigas Luna i "Pasión de hombre" de José Antonio de la Loma.
Han estat amfitrions durant 32 anys de la Gran Trobada Barcelona Cara al Mar que es porta a terme a la Barceloneta, Passeig de Borbó, l'últim dissabte de juny. 32 anys ininterrompudament.

## Discografia
- 1984 Sortim a la mar
- 1985 Al pla de l'Empordà
- 1986 Trobada a Calella
- 1987 Catalans de la costa
- 1988 Vora la mar
- 1988 Havaneres al Palau (directe al Palau de la Música)
- 1990 Vine amb mi a navegar
- 1991 Havaneres al Palau 2 (directe al Palau de la Música)
- 1993 Havaneres i cançons catalanes
- 1995 A prop de mi
- 1996 Amb la vista a l'horitzó (havaneres de Francesc Salse)
- 1998 El vell mariner
- 2001 Gavina de nit
- 2004 Directissim al Palau (havaneres al Palau)
- 2009 Recopilatori (30è aniversari)
- 2009 La canya d'en Pep
- 2011 El teu cos és poesia (havaneres de Francesc Salse 2)
- 2012 Homenatge als Indians
- 2014 El somni d'un pescador (La cantada)
- 2020 Voldria tenir una barca

## Filmografia
- 2005 Havaneres al Palau (dvd)